# Eurycorypha
Eurycorypha is een geslacht van rechtvleugeligen uit de familie sabelsprinkhanen (Tettigoniidae). De wetenschappelijke naam van dit geslacht is voor het eerst geldig gepubliceerd in 1873 door Stål.

## Soorten
Het geslacht Eurycorypha omvat de volgende soorten:
- Eurycorypha adicra Karsch, 1892
- Eurycorypha aequatorialis Krauss, 1890
- Eurycorypha arabica Uvarov, 1936
- Eurycorypha brevicollis Stål, 1876
- Eurycorypha brevipennis Karsch, 1889
- Eurycorypha brunneri Brancsik, 1893
- Eurycorypha canaliculata Karsch, 1890
- Eurycorypha cereris Stål, 1857
- Eurycorypha combretoides Hemp, 2013
- Eurycorypha conclusa Hemp, 2013
- Eurycorypha cuspidata Krauss, 1901
- Eurycorypha darlingi Uvarov, 1936
- Eurycorypha diminuta Chopard, 1938
- Eurycorypha fallax Brunner von Wattenwyl, 1884
- Eurycorypha flavescens Walker, 1869
- Eurycorypha kevani Chopard, 1954
- Eurycorypha klaptoczi Karny, 1917
- Eurycorypha laticercis Chopard, 1963
- Eurycorypha lesnei Chopard, 1935
- Eurycorypha meruensis Sjöstedt, 1910
- Eurycorypha montana Sjöstedt, 1902
- Eurycorypha mutica Karsch, 1891
- Eurycorypha ornatipes Karsch, 1890
- Eurycorypha prasinata Stål, 1874
- Eurycorypha proserpinae Brunner von Wattenwyl, 1878
- Eurycorypha punctipennis Chopard, 1938
- Eurycorypha resonans Hemp, 2013
- Eurycorypha securifera Brunner von Wattenwyl, 1878
- Eurycorypha simillima Chopard, 1954
- Eurycorypha spinulosa Karsch, 1889
- Eurycorypha stenophthalma Chopard, 1963
- Eurycorypha strangulata Walker, 1869
- Eurycorypha stylata Stål, 1873
- Eurycorypha sudanensis Giglio-Tos, 1907
- Eurycorypha varia Brunner von Wattenwyl, 1891
- Eurycorypha velicauda Karsch, 1893
- Eurycorypha zebrata Bruner, 1920